# کبوتر جنگلی بونین
کبوتر جنگلی بونین (نام علمی: Columba versicolor) نام یک گونه منقرض‌شده از سرده کبوتر است.